# Five Patients
Five Patients (pol. Pięciu pacjentów) – książka Michaela Crichtona z 1970 roku, w której autor opisuje swoje wspomnienia z praktyk szpitalnych pod koniec lat 60. XX wieku w Massachusetts General Hospital w Bostonie.
Crichton przedstawia losy pięciu pacjentów leczonych w tym szpitalu. W przedmowie do wydania z 1994 r. autor konstatuje, że medycyna i realia uległy diametralnej zmianie od czasu napisania książki, ale mimo to została wydana ona bez zmian.